# Драге (Елбе)
Драге (њем. Drage) општина је у њемачкој савезној држави Доња Саксонија. Једно је од 42 општинска средишта округа Харбург. Према процјени из 2010. у општини је живјело 3.922 становника. Посједује регионалну шифру (AGS) 3353007.

## Географски и демографски подаци
Драге се налази у савезној држави Доња Саксонија у округу Харбург. Општина се налази на надморској висини од 4 метра. Површина општине износи 30,3 km². У самом мјесту је, према процјени из 2010. године, живјело 3.922 становника. Просјечна густина становништва износи 129 становника/km².

## Међународна сарадња
| Мјесто | Држава    | Врста сарадње | Од    |
| ------ | --------- | ------------- | ----- |
|        | Француска | партнерство   | 1974. |
| Извор  |           |               |       |